# Horní Heřmanice v Čechách
Horní Heřmanice (deutsch Oberhermanitz, auch kurz Hermanitz, Herbordsdorf und 1304 Hermansdorf) ist eine Gemeinde im Bezirk Ústí nad Orlicí in der ostböhmischen Region Pardubický kraj in Tschechien.

## Lage

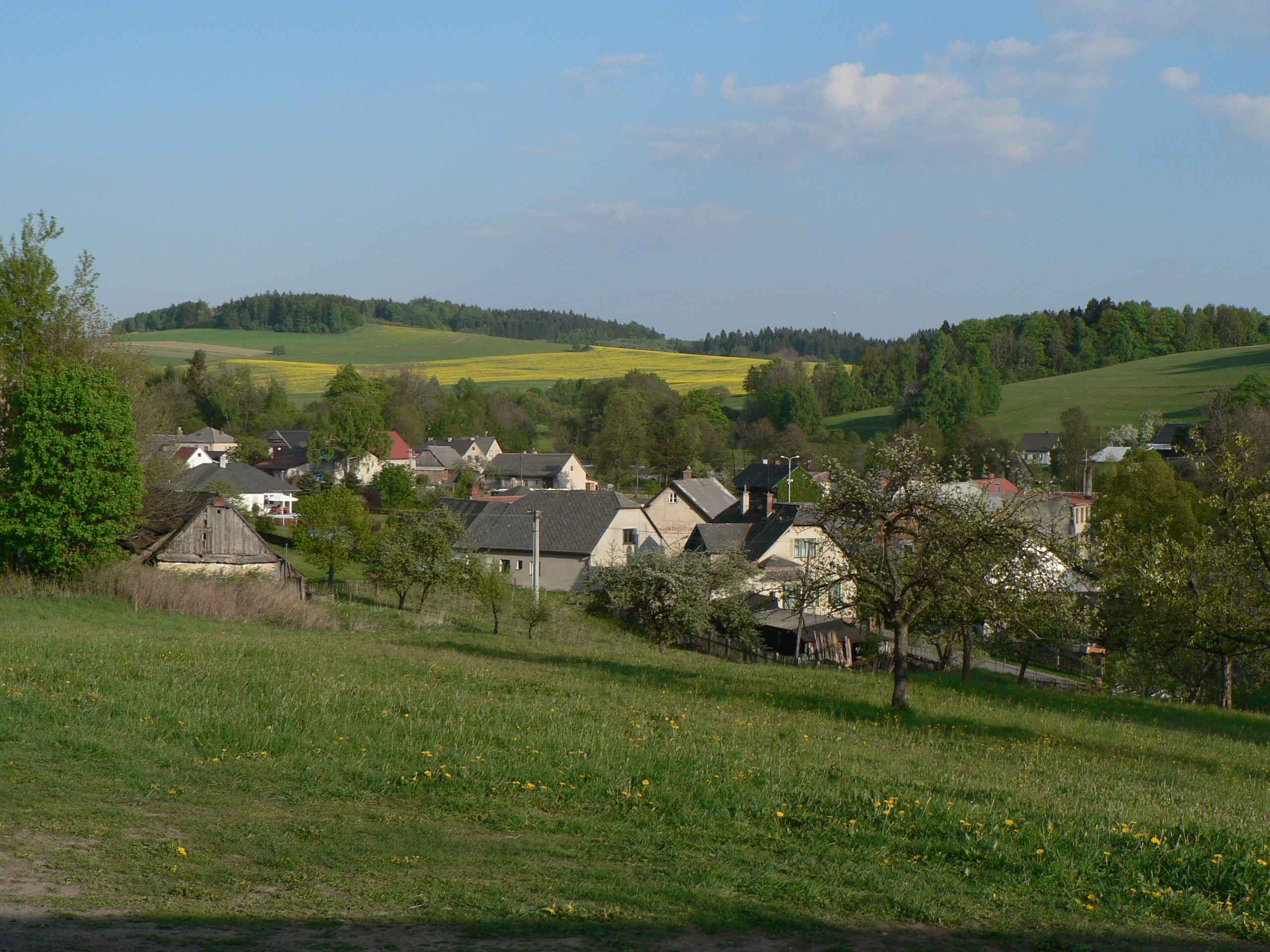
Horní Heřmanice, Blick von der Kirche

Das Bergdorf liegt direkt an der früheren böhmisch-mährischen Grenze, etwa 25 Kilometer südlich der tschechisch-polnischen Grenze unterhalb der östlichsten Spitze des Adlergebirges auf einer Höhe von etwa 600 Meter über dem Meeresspiegel. Nachbargemeinden sind Cotkytle (Zottkittl ), Výprachtice (Weipersdorf) und Štíty (Schildberg).

## Geschichte
Das Dorf wurde vermutlich durch einen Lokator namens Herman gegründet. Im Jahre 1304 wurde Horní Heřmanice urkundlich erstmals als Hermansdorf erwähnt. Damals wurde eine Schenkung von mehreren Orten im Jahre 1292 von König Wenzel II. an das von ihm gegründete Kloster Königssaal neu bestätigt. Das Kloster trat 1358 Heřmanice, da es weit entfernt war, als Eigentum an Johannes von Neumarkt, den Bischof von Naumburg, Leitomischl, Olmütz und Elekt von Breslau im Tausch gegen andere Besitzungen und Geld ab.
Zu Beginn des 15. Jahrhunderts gehörte der Ort zur Herrschaft des Bistums Leitomischl. 1409 wurde der Ort von Johann von Bucca aus der geistigen Herrschaft getrennt und an Jan Smiřický ze Smiřic (deutsch Johann von Schmiritz, Johann Smiřický von Smiřice) weltlich verpfändet. Nach Schwarz scheint die Hussitenzeit (1419–1434) das Deutschtum unter anderem in Hermansdorf geschwächt zu haben, „sei es, daß es zur Minderheit geworden ist, sei es, daß dt. Orte verödeten und als tsch(echische) wiedererstanden sind.“ 1453 gehörte das Pfandrecht Markéta ze Zásady, der Frau von Václav Preger, dem Hauptmann der Burg Lanšperk; im selben Jahr wurde neben anderen Orten Heřmanice an Zdeněk Kostka von Postupitz übertragen, der Dolni und Horní Heřmanice in die Herrschaft Lanšperk brachte.

Zu Beginn der 1540er Jahre war der Ort im Besitz von Johann von Pernstein. Im Jahre 1544 war dieser wegen hoher Schulden gezwungen, die Burg Lanšperka, drei kleine Städte und eine Reihe von umliegenden Dörfern, darunter Dolní und Horní Heřmanice, an Peter Bohdanecký von Hodkov zu verkaufen. Zwanzig Jahre später, 1564, kaufte der Sohn von Johann von Pernstein, Vratislav von Pernstein, diesen Teil von Peters Erben und verband ihn mit dem kürzlich erworbenen Lanškroun. Seitdem sind beide Teile (Lanškroun und Lanšperk) getrennt aufgeführt, jedoch immer als Teil einer Verwaltungseinheit – der Herrschaft Lanškroun. 
 Sowohl Dolní als auch Horní Heřmanice gehörten zu dem Bezirk, bis die Patrimonialverwaltung abgeschafft wurde. Nach 1850 wurden sie unabhängige und selbstverwaltete Gemeinden. Beim Zensus von 1921 lebten in den 168 Häusern von Horní Heřmanice 859 Personen, darunter 844 Tschechen und 14 Deutsche. Im Jahre 1930 hatte Oberhermanitz 742 Einwohner; 1939 waren es 739. Im Zweiten Weltkrieg wurde Horní Heřmanice in den Landkreis Landskron im Reichsgau Sudetenland eingegliedert und bildete darin eine tschechische Sprachinsel. In der Nachkriegsgeschichte des Dorfes wurde 1953 eine landwirtschaftliche Genossenschaft gegründet, die bald zerfiel und einige Jahre später im Jahr 1959 erneuert wurde. 1971 wurden Horní Heřmanice, Dolní Heřmanice und Rýdrovice zu einer Gemeinde zusammengefasst, die aus drei getrennten Katastergebieten (Ortsteilen) besteht.

## Gemeindegliederung
Die Gemeinde besteht aus den Ortsteilen:
- Horní Heřmanice (Ober-Hermanitz, auch Oberhermanitz)
- Dolní Heřmanice (Nieder-Hermanitz, auch Niederhermanitz, Unter Hermanitz)
- Rýdrovice (Riedersdorf)

Grundsiedlungseinheiten sind Chudoba, Dolní Heřmanice, Horní Heřmanice, Rýdrovice und Záhora.
Das Gemeindegebiet gliedert sich in die Katastralbezirke Dolní Heřmanice v Čechách, Horní Heřmanice v Čechách und Rýdrovice.

## Sehenswürdigkeiten

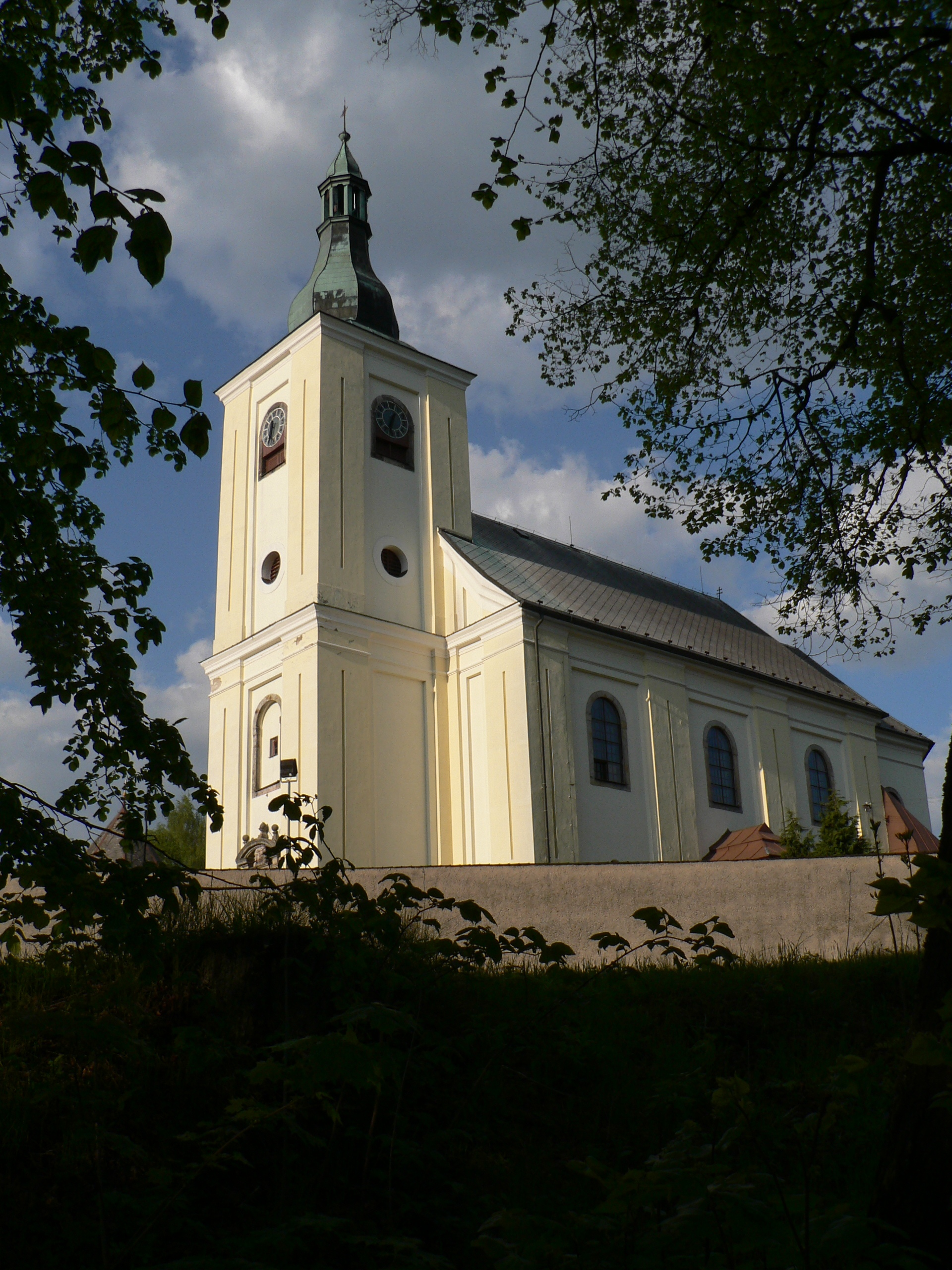
Kirche St. Georg (Horní Heřmanice)

- Barockkirche St. Georg mit einem älteren quadratischen Turm in der Westfassade, einer Halle auf der Südseite und einem dreiseitigen Presbyterium mit Sakristei an der Nordseite. Die Kirche wurde von dem italienischen Architekten Antonio Sala erbaut. Der Grundstein wurde im Jahr 1702 (nach anderen 1706) gelegt, die Einweihung erfolgte 1712, wie die Inschrift auf der Portalübersetzung bestätigt. Die Innenausstattung ist einheitlich, hochbarock. Das Baptisterium mit der Schnitzerei der Taufe Christi in Jordanien stammt aus dem Jahr 1749. Auf dem Hauptaltar befindet sich eine Replik des Wallfahrtsgemäldes von Chrudimský Salvátor. Andere Altäre sind der Heiligen Familie und St. Nepomuck gewidmet. Die Kanzel und die Aussicht auf die Orgel sind ebenfalls barock gestaltet. Der gesamte Kirchenbereich einschließlich des Friedhofstors und der Kapelle gilt als Kulturdenkmal. Das Pfarrhaus stammt aus dem Jahr 1749.
- Ein Barockes Leichenschauhaus mit rundem Grundriss nordöstlich der Kirche
- Auf dem Pfarrhof befindet sich eine Statue von St. Johannes von Nepomuk aus dem Jahr 1760, vor der Kirche ein Kreuz von 1788
- Wassermühle von 1748 (Hausnummer 103)
- Alte, hölzerne Landhäuser als Zeugnis der Volksarchitektur (Hausnummer 85 und andere)
- Altes Gehöft mit Scheune (Hausnummer 42)

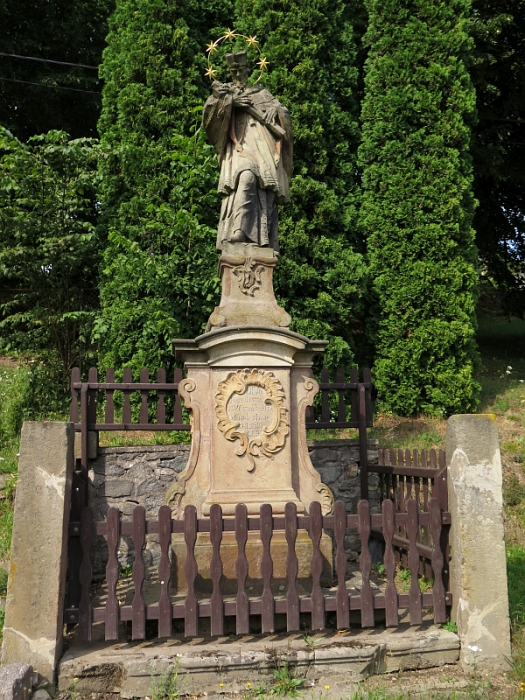
Statue St. Johannes von Nepomuk
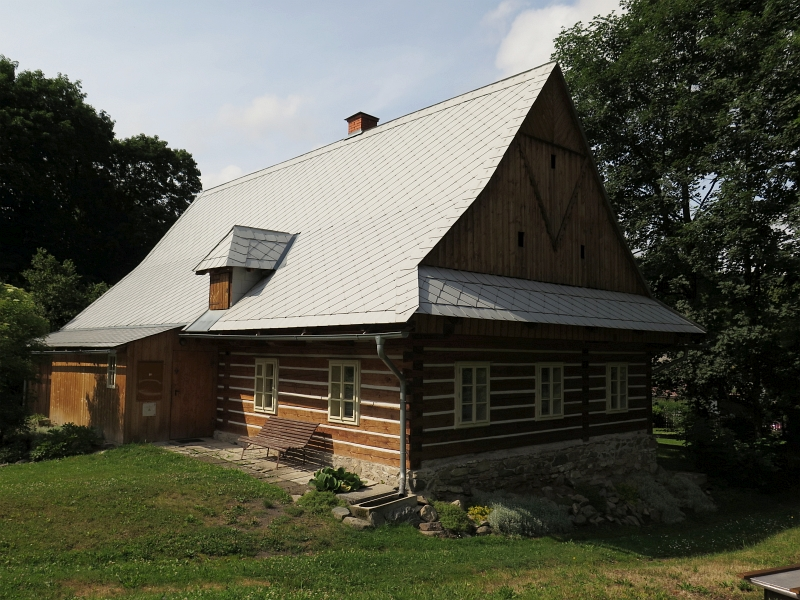
Hölzernes Landhaus – Hausnummer 85
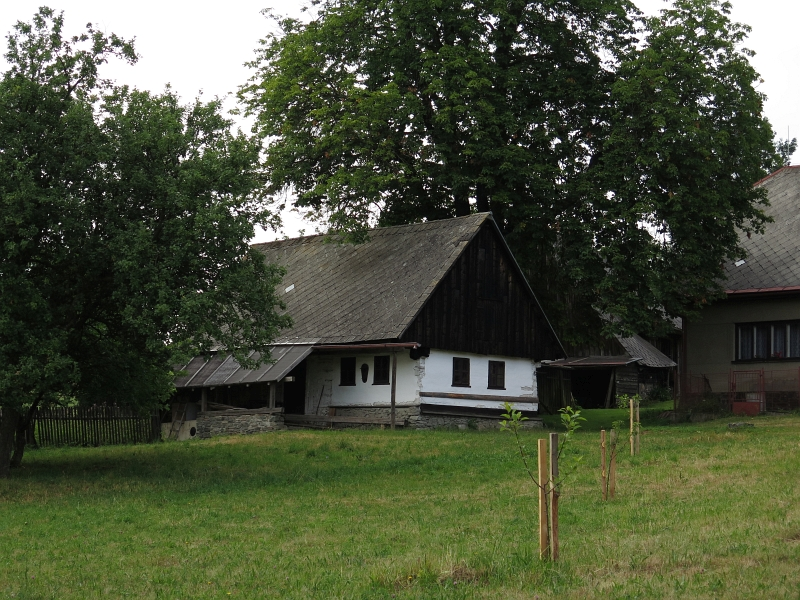
Gehöft mit Scheune – Hausnummer 42
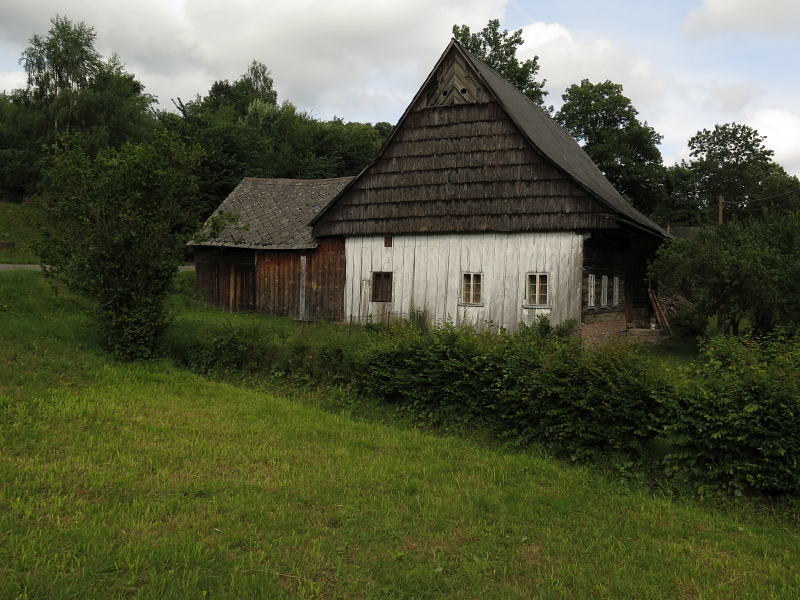
Wassermühle – Hausnummer 103